# Un leu (monedă românească)
Un leu a fost o monedă a leului românesc. Introdusă în 1870, a circulat, de facto, până în 1996, când era cea mai mică valoare nominală din țară. A fost considerată monedă de circulație din motive contabile și a fost încă bătută în seturi de monetărie până la denominarea în 2005.
Pe lângă România, moneda a mai fost bătută la monetării din Belgia, Austria, Franța și Ungaria.

## Istorie

### Principatul României

#### 1 leu 1870
Deși primele monede românești au fost bătute în Regatul Unit în 1867, moneda de un leu nu a fost introdusă decât în 1870, după ce a fost inaugurată Monetăria Statului.
Caracteristicile primei monede de un leu erau 83,5% argint și 16,5% cupru, diametrul de 23 mm și o masa de 5 g. Aversul avea portretul lui Carol I al României, îndreptat spre stânga, cu inscripția CAROL I DOMNUL ROMANIEI. Reversul, similar altor monede românești ale vremii, prezenta valoarea nominală și anul emiterii între o coroană din laur și stejar. Sub coroană, unde se aflau mărcile de monetărie britanice pe monedele anterioare, era inițiala „C”, pentru C.J. Cândescu, directorul monetăriei București. Au existat și monede care purtau marca monetăriei din București, „B”. Producția monedei de un leu a început la 24 februarie 1870 și pe tot parcursul anului au fost bătute un total de 400.000 de bucăți, unele cu orientare de monedă și altele cu orientare de medalie.
Pe lângă moneda de 1 leu, a mai fost bătută în acel an și o monedă de 20 de lei din aur.
Producția monedelor a fost sistată după protestele Imperiului Otoman, suzeranul României până la Războiul de independență al României din 1877, privind includerea portretului domnitorului Carol I, gest văzut de către otomani ca un act de suveranitate, precum și o încălcare a înțelegerii avute de România cu Imperiul Otoman în 1866, privind baterea de monedă, dar și a Legii pentru înființarea unui nou sistem monetar și pentru fabricarea monedelor naționale din 22 aprilie 1867. De asemenea, guvernul român contractase realizarea rondelelor din argint pentru această emisiune la Strasbourg, însă cooperarea a fost întreruptă în urma declanșării Războiul Franco-German din 1870, astfel că pentru următoarea emisiune monetară a fost necesar să se apeleze la serviciile Monetăriei din Bruxelles.

#### 1 leu 1873-1874, 1876
Astfel, o a doua monedă de un leu, conformă cu Legea monetară din 1867, a fost introdusă în 1873, și a păstrat compoziția și dimensiunile emisiunii din 1870. Pe avers, portretul lui Carol I a fost înlocuit cu stema completă a Principatului României și anul emiterii dedesubt. În stânga datei se găsea textul STERN, numele de familie al gravorului, Moïse Stern, iar în dreapta acesteia era capul Arhanghelului Mihail, marca monetăriei din Bruxelles, Belgia, unde a fost bătută moneda. Aversul prezenta în partea superioară numele țării, ROMANIA, în centru valoarea nominală, 1 LEU, iar în partea inferioară o coroană din ramuri de laur și stejar. Unele monede din 1873 prezintă litera „L” din „LEU” spartă. Moneda a fost bătută în 1873, 1874 și 1876 și a avut următoarele tiraje:
- 1873: 4.443.393
- 1874: 4.511.607
- 1876: 225.000

#### 1 leu 1881
În 1881 a fost bătută o nouă monedă cu aceleași dimensiuni și compoziție. Pe avers, portretul lui Carol I a revenit cu aceeași inscripție ca în 1870 și cu numele gravorului KULLRICH dedesubt. Stema completă s-a mutat pe revers, cu numele țării deasupra și valoarea nominală împărțită de-o parte și de alta a stemei. Anul emiterii a fost plasat sub stemă, cu semnul monetăriei „V” pentru Viena, Austria în stânga și spicul de grâu pentru Monetăria București în dreapta. Tirajul total a fost de 1,8 milioane de monede. Au existat probe monetare care purtau semnul monetăriei „B” pentru București în loc de „V”.

### Regatul României

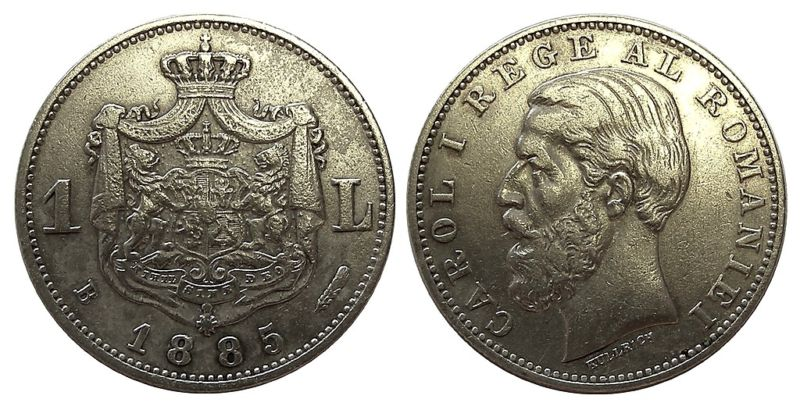
Monedă de 1 leu din 1885 purtând pe avers portretul Regelui Carol I al României

#### 1 leu 1884-1885
În 1884, datorită proclamării Regatului României în 1881, textul din jurul lui Carol I a fost modificat în CAROL I REGE AL ROMANIEI. Numele țării a fost eliminat din partea de sus a reversului, iar toate monedele purtau marca monetăriei „B” a Bucureștiului. Specificațiile au rămas aceleași. Tirajul a fost de 1.000.000 de bucăți pentru 1884 și 400.000 în 1885.

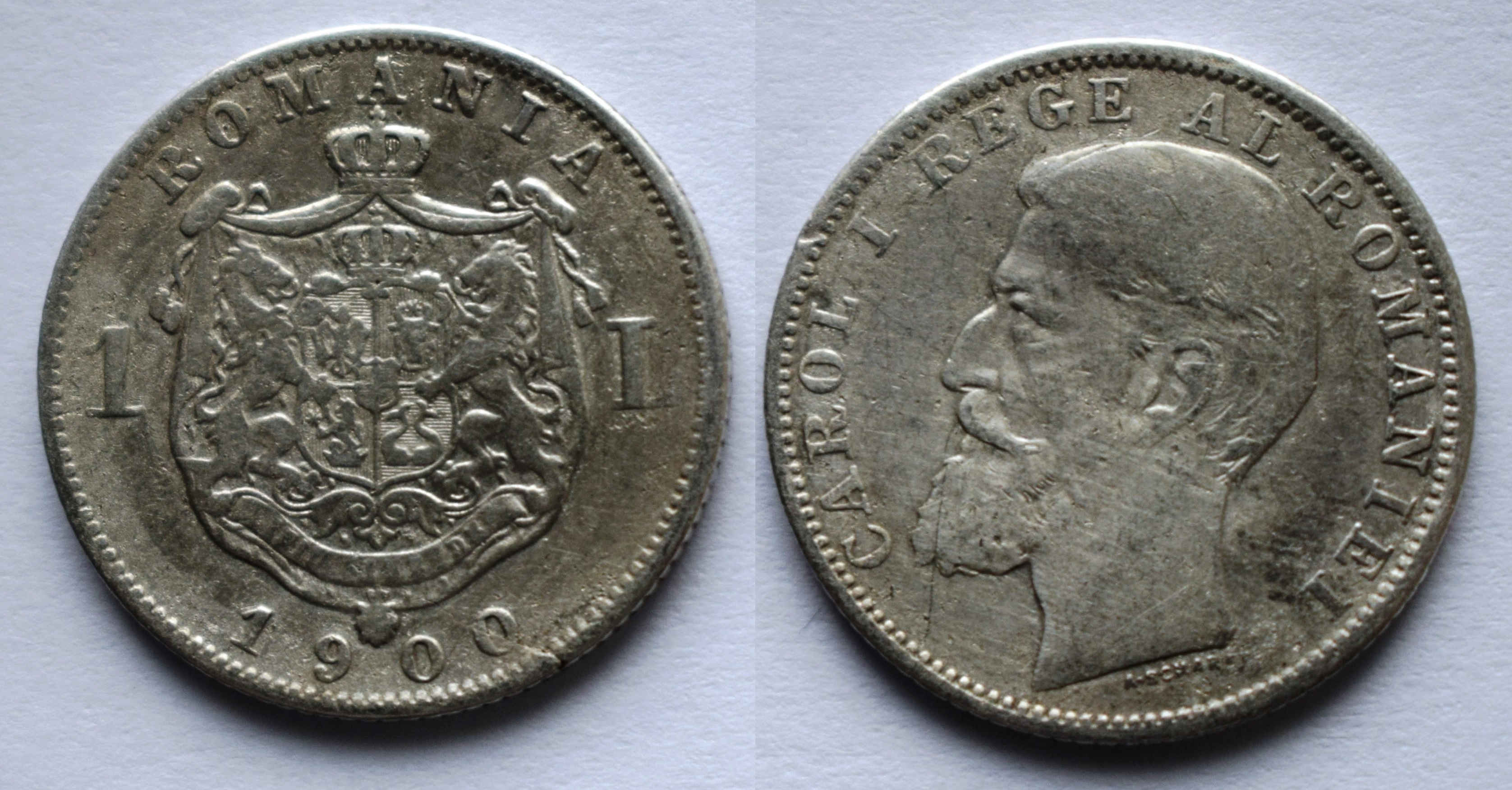
Monedă de 1 leu din 1900

#### 1 leu 1894, 1900-1901
O nouă monedă de un leu a fost emisă în 1894 și a fost bătută la Bruxelles. Aversul prezenta un nou portret al lui Carol I, realizat de gravorul Anton Scarff, al cărui nume, A. SCHARFF se găsea sub portret. Reversul era asemănător celui din 1881, cu excepția faptului că au fost eliminate semnele de monetărie. Tirajul acesteia a fost de 1,5 milioane bucăți în 1894. Alte două emisiuni ale monedei au fost bătute la Hamburg, Germania, cu un tiraj de 798.800 de bucăți în 1900 și 369.614 în 1901.

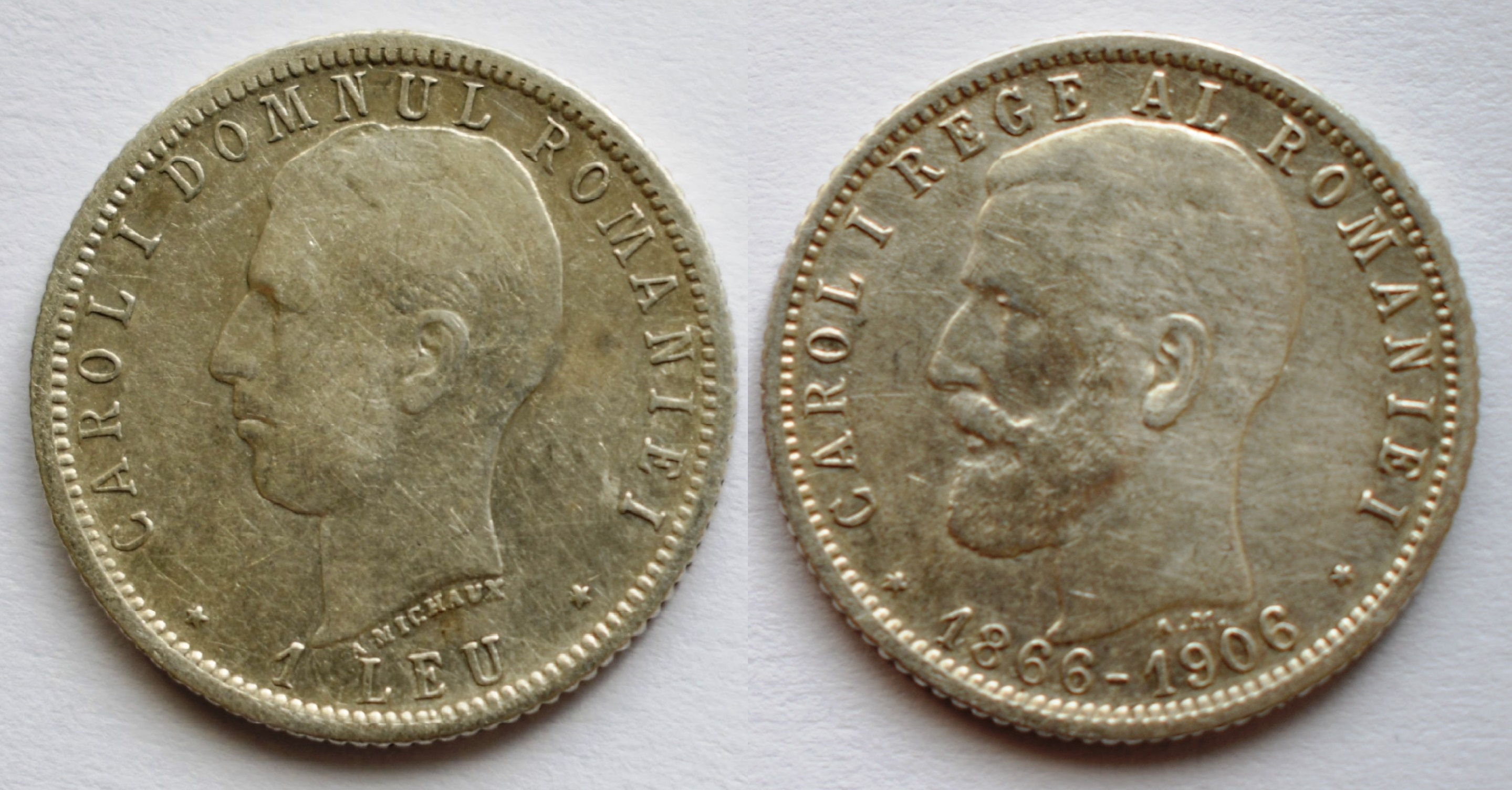
Monedă de 1 leu din 1906

#### 1 leu 1906
În 1906, o monedă comemorativă de un leu a fost emisă în 2,5 milioane de exemplare pentru a marca 40 de ani de la începutul domniei lui Carol I. Aversul prezenta un portret al acestuia din 1906, cu inscripția CAROL I REGE AL ROMANIEI ⋆ 1866-1906 ⋆ înconjurându-l. Sub portret se aflau inițialele „AM” pentru Alphonse Michaux, gravorul șef al monetăriei din Bruxelles. Reversul prezenta un portret din 1866 al lui Carol I cu inscripția CAROL I DOMNUL ROMANIEI ⋆ 1 LEU ⋆ înconjurându-l. Sub portret se afla marca gravorului, A. MICHAUX.

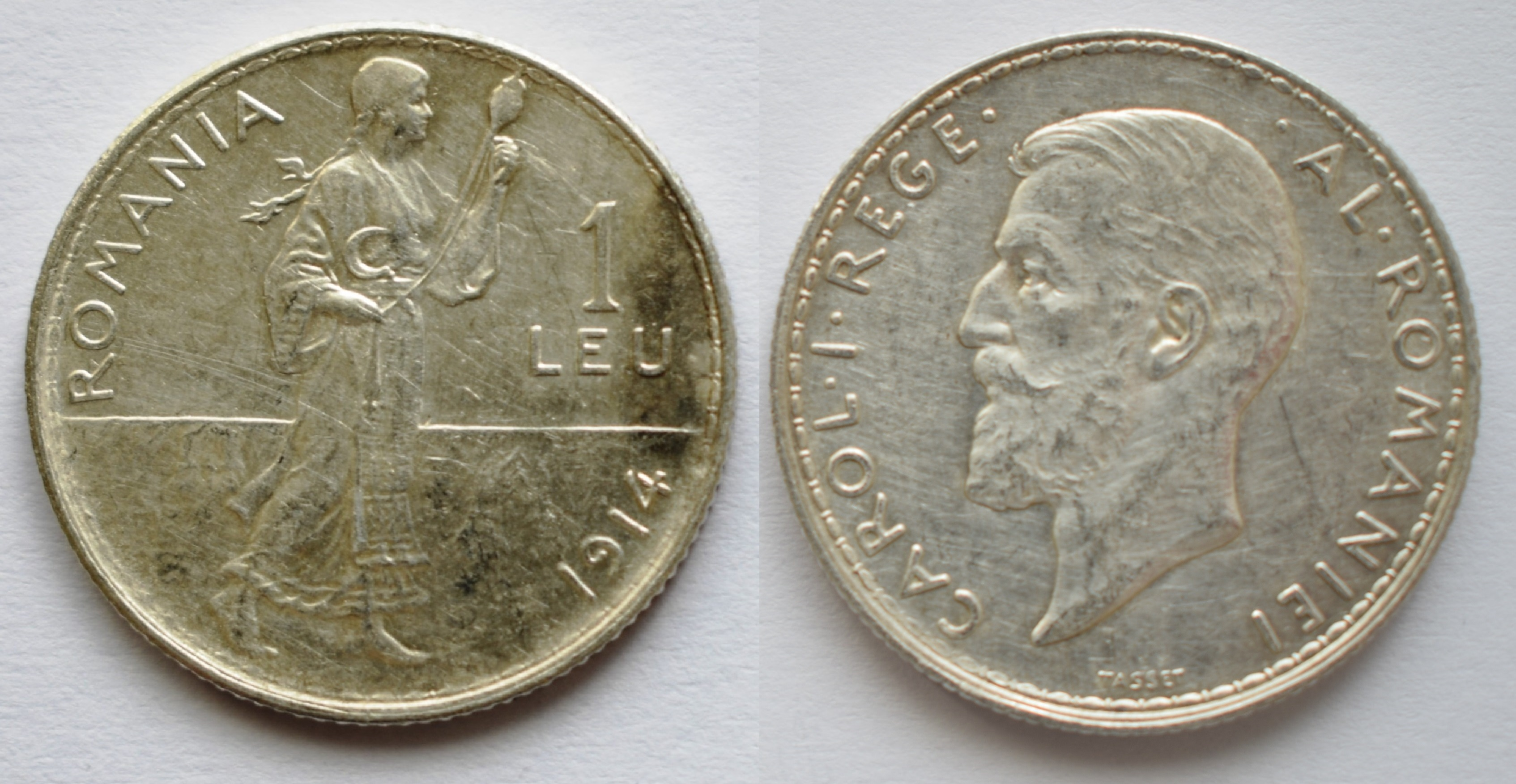
Monedă de 1 leu din 1914

#### 1 leu 1910-1912, 1914
Designul monedei de un leu s-a schimbat în 1910. Pe avers, titlul, CAROL I REGE AL ROMANIEI, era împărțit pe fiecare parte a portretului regelui Carol I cu numele gravorului, TASSET sub acesta. Pe revers se găseau o femeie în port popular care torcea în timp ce mergea, numele țării în colțul din stânga sus, valoarea nominală în dreapta sus, anul emiterii în dreapta jos și numele gravorului BASSARAB în stânga jos. Conform mai multor surse, gravorul reversului a fost un anume Costache Bassarab. Totuși, un articol din numărul 386 al ziarului Minerva, din 12 ianuarie 1910, menționează că reversul monedei de 2 lei, identic cu cel al acestei monede, a fost realizat de pictorul Ludovic Bassarab, cunoscut și pentru proiectarea de timbre sau bancnote.
Designul reversului a fost asemănător cu cel al monedei franceze de un franc, deoarece Franța era membră a Uniunii Monetare Latine, iar Regatul României aplica standardele acesteia. Monedele au fost bătute la Bruxelles și Hamburg, monedele de la Bruxelles având 106 zimți pe muchie, comparativ cu 102 ale celor de la Hamburg. Moneda a fost bătută până în 1914, fără emisiune pentru anul 1913.
La 10 aprilie 1916, ziarul Ziua a relatat că în Monitorul Oficial din 9 aprilie fusese publicat un ordin prin care se interzicea exportul monedelor de argint, nichel și aramă.
La 8 august 1916, Ministerul de Finanțe a anunțat, prin intermediul Biroului Presei din Ministerul de Interne, intenția de a retrage din circulație, începând cu 1 septembrie 1916, toate monedele de argint aflate în uz, urmând ca acestea să fie înlocuite cu monede noi, purtând efigia regelui Ferdinand I. Cu toate acestea, la 27 august 1916, România a intrat în Primul Război Mondial, iar monedele de argint emise înainte de 1916 au rămas în circulație de jure și au fost retrase oficial prin Legea nr. 4.150 pentru baterea monetelor de argint din 21 decembrie 1931. Legea prevedea că acestea au puteau fi depuse la Banca Națională a României, care le răscumpăra cu valoarea comercială a argintului conținut în ele. Prețul de argintului era stabilit de Ministerul Industriei și Comerțului, în funcție de cotațiile oficiale din momentul depunerii. Termenul limită pentru preschimbare a fost stabilit la 31 decembrie 1933. Pentru o monedă de 1 leu se ofereau, de exemplu, în 1933, 6 lei. Monedele deteriorate erau acceptate, însă prețul plătit era ajustat proporțional cu pierderea de greutate.
După Reforma monetară din 1947, Banca Națională a României a lansat un program de achiziție a argintului sub formă de monede și obiecte, stabilind un preț de 2.306 lei pentru un kilogram de argint fin. Au fost fixate prețuri pentru monedele din argint retrase din circulație, inclusiv emisiuni mai vechi, precum cele din timpul domniilor regelui Carol I și Carol II. Cozile formate la sediile BNR, menționate în presa vremii, sugerează că astfel de monede erau încă larg deținute de populație.
Potrivit unui comunicat din 10 septembrie 1947, prețurile oferite de BNR pentru monedele de argint erau următoarele:
- 50 bani (Carol I) – 5 lei
- 1 leu (Carol I) – 9,50 lei
- 2 lei (Carol I) – 19 lei
- 5 lei (Carol I) – 52 lei
- 250 lei 1939–1941 (Carol II și Mihai I) – 23 lei
- 200 lei 1942 (Mihai I) – 11,50 lei
- 500 lei 1941 (Mihai I, jubiliară) – 48 lei
- 500 lei 1944 (Mihai I) – 19,50 lei
- 25.000 lei 1946 (Mihai I) – 20 lei
- 100.000 lei 1946 (Mihai I) – 40,50 lei[21]

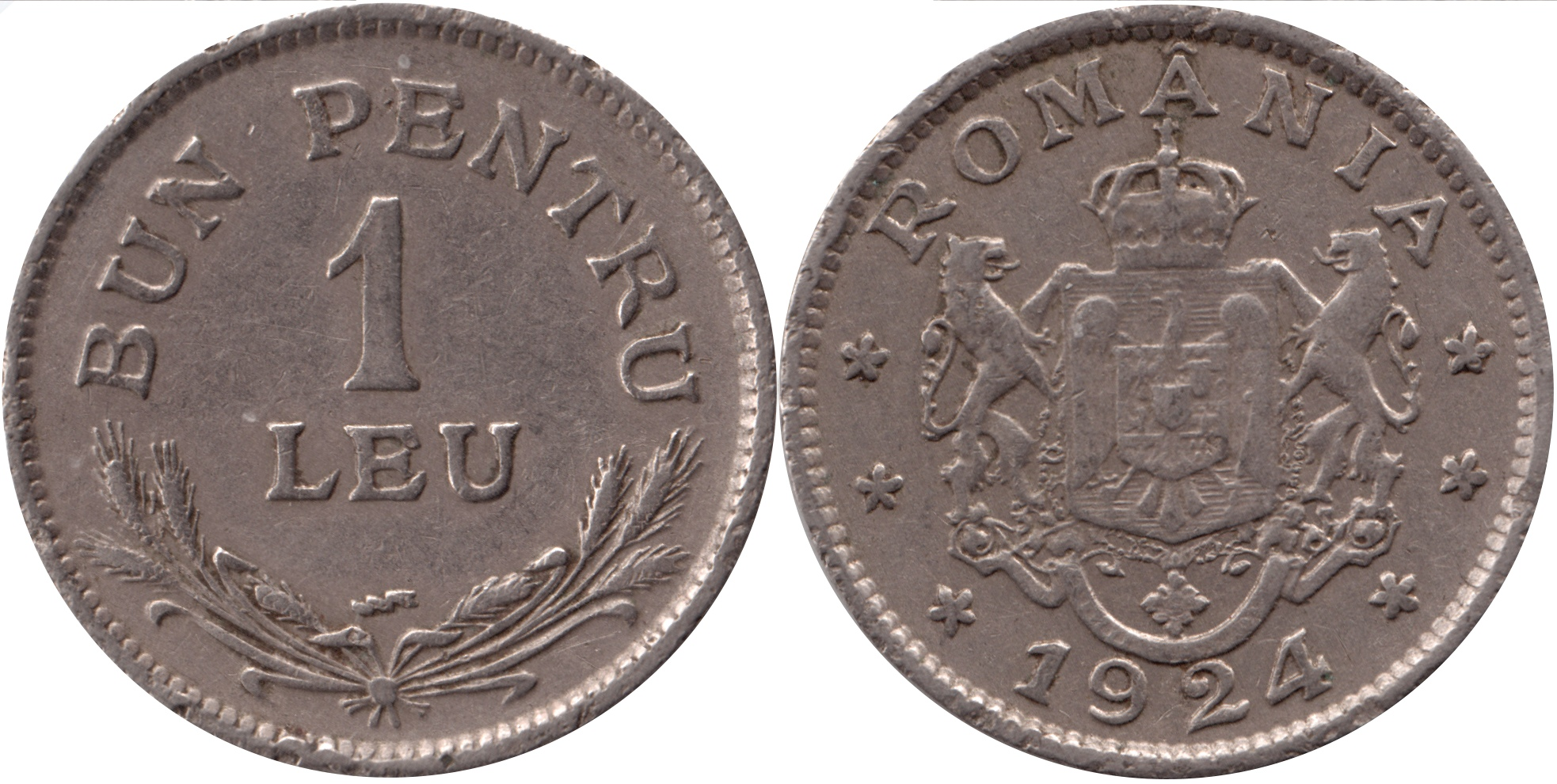
Monedă de 1 leu din 1924

#### 1 leu 1924
Următoarele monede de 1 leu au fost emise în 1924, iar fabricarea acesteia, împreună cu cea a monedelor de 2 lei a fost reglementată prin Legea pentru înlocuirea monedelor de hârtie de 1, 2 și 5 lei cu monedă metalică din 16 iunie 1923.
Specificațiile noilor monede s-au schimbat, astfel că diametrul a fost redus la 21 mm, iar compoziția la 75% cupru și 25% nichel, ceea ce a redus masa la 3,5 g. Aversul purta stema țării înconjurată de inscripția ⋆ ⋆ ⋆ ROMANIA ⋆ ⋆ ⋆ 1924. Reversul avea o coroană din spice de grâu în partea inferioară, cu inscripția BUN PENTRU 1 LEU în cea superioară. O sută de milioane de monede au fost bătute la Monetăria Regală a Belgiei, în Bruxelles, și 100.007.255 la Société Française de Monnayage, în Poissy, Franța. Monedele din Bruxelles nu aveau un semn de monetărie distinctiv, dar monedele bătute la Poissy purtau semnul monetăriei, sub valoarea nominală, sub forma unui fulger pe orizontală (⌁).
Prin decretul-lege nr. 7 din 15 ianuarie 1941, pentru reglementarea și raționalizarea sistemului monetar metalic în cadrul actualei emisiuni în circulație și pentru retragerea din circulație a monedelor metalice de 1 și 2 lei din cupru-nichel și înlocuirea lor cu monete noi, puterea circulatorie a acestor monede, precum și a celor de 2 lei emise în 1924, a fost stabilită să înceteze la data de 31 martie 1941, însă termenul a fost prelungit până la 1 septembrie 1941. La începutul anului 1942, întrucât o parte a populației nu reușise să preschimbe în timp util aceste monede, Ministerul Finanțelor a anunțat că monedele de 1 și 2 lei, dar și 50 lei 1937-1938 și 100 lei 1936-1938 , puteau fi acceptate la plată de anumite instituții publice și comerciale (precum C.F.R., C.E.C., C.A.M., S.T.B., Gaz și Electricitate), precum și la casieriile administrațiilor financiare și a percepțiilor fiscale, până la 28 februarie 1942. Ulterior, preschimbarea acestor monede a mai fost permisă la sucursalele Băncii Naționale, administrațiile financiare și percepțiile fiscale până la data de 31 martie 1942, după care și-au pierdut definitiv puterea circulatorie.

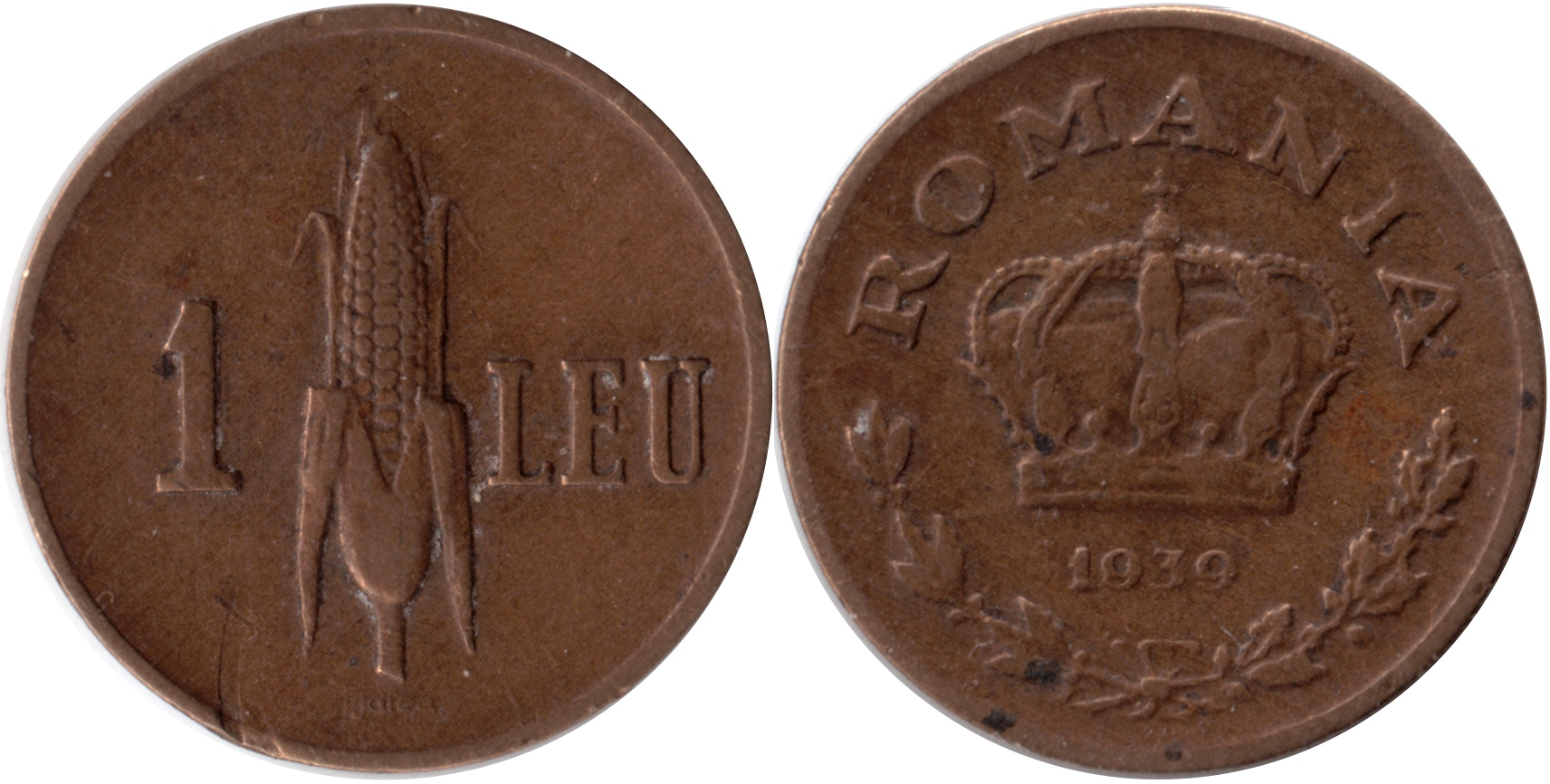
Monedă de 1 leu din 1939

#### 1 leu 1938-1941
În 1938, specificațiile și designul au fost modificate din nou. Moneda avea un diametru de 18 mm, o masă de 2,75 g și o compoziție de 80% cupru, 19% zinc și 1% nichel. Pe avers, central, se găsea coroana regală României înconjurată de numele țării, ROMANIA, în partea superioară, și o coroană din ramuri de laur și stejar în partea inferioară. Anul de emitere se găsea sub coroană. Reversul avea valoarea nominală, 1 LEU, împărțită pe fiecare parte a unui știulete de porumb, cu numele gravorului, I. Jalea, sub acesta. Un total de 100.100.000 de bucăți au fost emise între 1938 și 1941, tirajul fiind de 36.000.000 în 1938, 21.620.000 în 1939, 22.230.000 în 1940 și 20.250.000 în 1941. Metalul pentru realizarea acestor monede provenea din demonetizarea pieselor de 20 de lei din 1930 cu efigia regelui Mihai I.
Monedele de 1 leu, împreună cu cele de 2 lei 1941, 5 lei 1942, 20 lei 1942-1944, 100 lei 1943-1944, precum și bancnotele de 20 lei și 100 lei 1945 au fost retrase din circulație începând cu data de 25 iunie 1947. Puterea circulatorie a acestor monede și bancnote a încetat la data de 15 iulie 1947.

#### 1 leu 1947

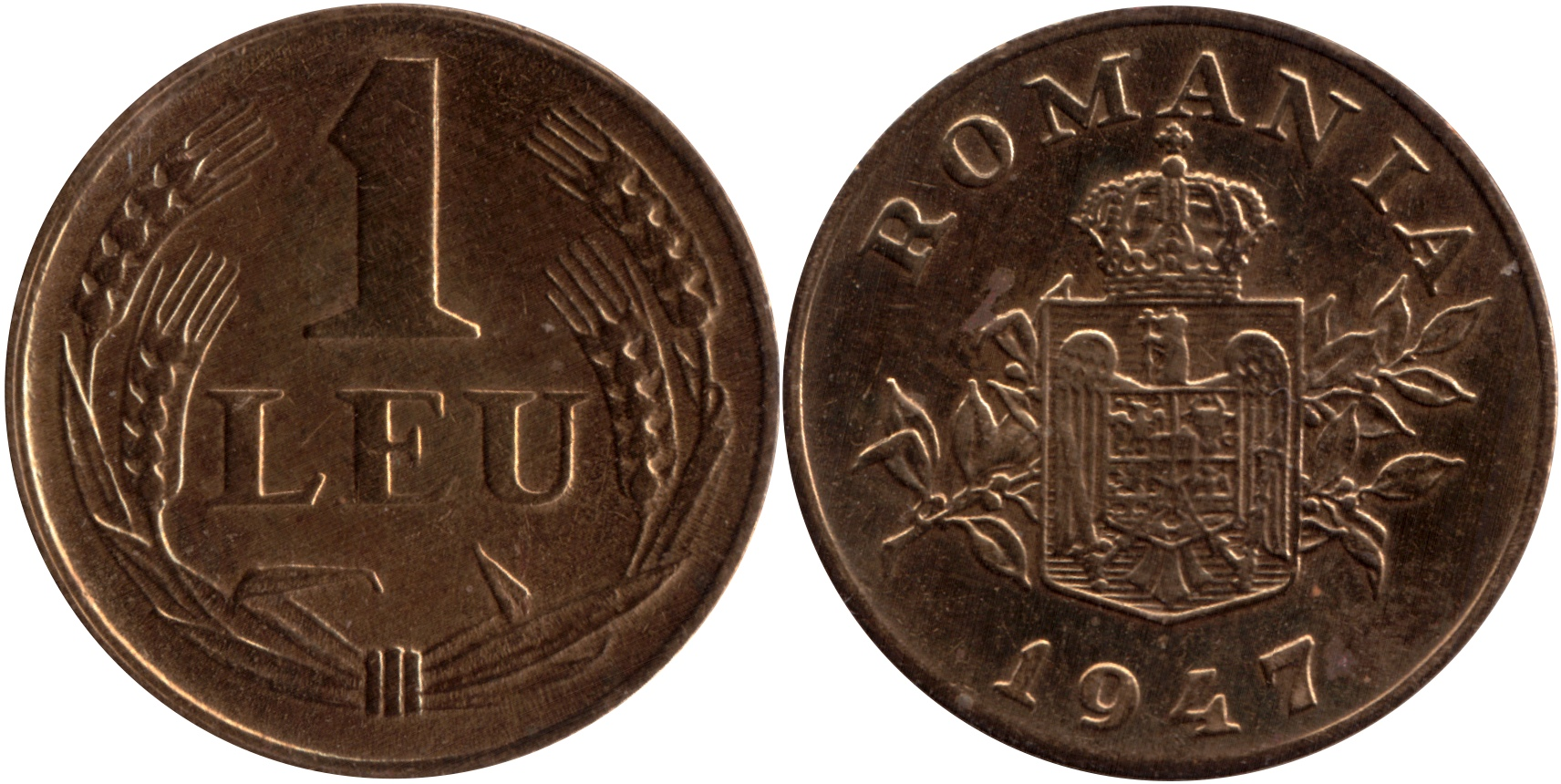
Monedă de 1 leu din 1947

O nouă moneda de 1 leu a fost introdusă după Reforma monetară din 15 august 1947. Aceasta avea același diametru ca emisiunea din 1938 - 1941, dar compoziția a fost modificată la 63% cupru și 37% zinc astfel, greutatea a scăzut la 2,5 g. Aversul prezenta în centru stema mică a Regatului României deasupra unei ramuri de măslin, cu numele țării, ROMANIA, desupra acesteia și anul emiterii dedesubt. Reversul avea valoarea nominală, 1 LEU, între snopi de grâu. În total, 88.341.000 de monede au fost bătute la București. Conform lui Octavian Iliescu și Paul Radovici în Monetele Romaniei, moneda ar fi fost bătută și la Budapesta.
Conform presei din acea vreme, monedele de 1 leu, la fel ca cele de 50 bani din 1947, au fost fabricate din alamă recuperată din tuburile cartușelor de artilerie și infanterie utilizate în timpul celui de-Al Doilea Război Mondial. Deșeurile de muniții erau colectate de echipe speciale și transportate la centre de delaborare, cel mai important fiind cel de la Bragadiru, unde erau eliminate proiectilele neexplodate. Ulterior, materialul era trimis spre prelucrare la uzinele Metrom, din Brașov, în cazul monedelor de 1 leu, și Laromet, pentru cele de 50 bani. Procesul de fabricație începea cu curățarea alamei de impurități și turnarea acesteia în blocuri. Ulterior, materialul era laminat la cald și la rece până la grosimea monedelor. Din fâșiile rezultate, rondelele erau ștanțate mecanic, apoi sortate și trimise către Monetăria Națională pentru batere.
Aceasta a început să fie retrasă din circulație începând cu data de 1 noiembrie 1950 și a avut putere circulatorie până la 31 decembrie 1950.

### Republica Populara Română

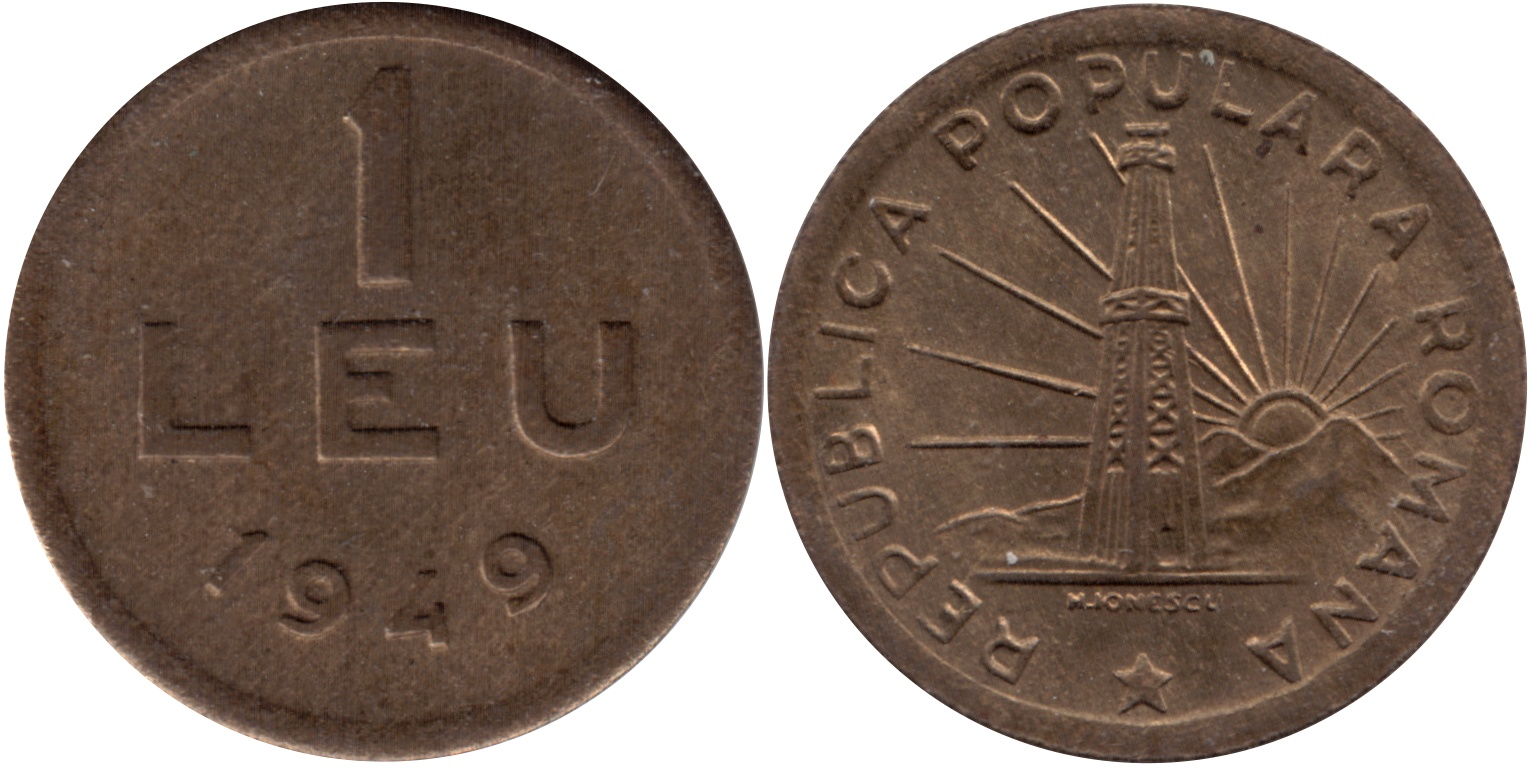
Monedă de 1 leu din 1949

#### 1 leu 1949-1951
Doi ani mai târziu, în 1949, a fost emisă o nouă monedă, conformă cu noua realitate politică a României, după ce la 30 decembrie 1947 a fost înlăturată monarhia, prin silirea Regelui Mihai de a semna actul de abicare și a fost instaurat comunismul prin proclamarea Republicii Populare Române. 
Moneda avea un diametru de 16 mm și o greutate de 1,83 g. Compoziția acesteia era 70% cupru și 30% zinc și a fost emisă în 1949, 1950 și 1951. Aversul prezenta o sondă petrolieră pe fundalul unor munți din spatele cărora răsărea Soarele, înconjurate de inscripția REPUBLICA POPULARA ROMANA ★. Sub sondă se găsea numele gravorului, H. IONESCU. Pe revers erau inscripționate valoarea nominală și anul de emitere în caractere simple.

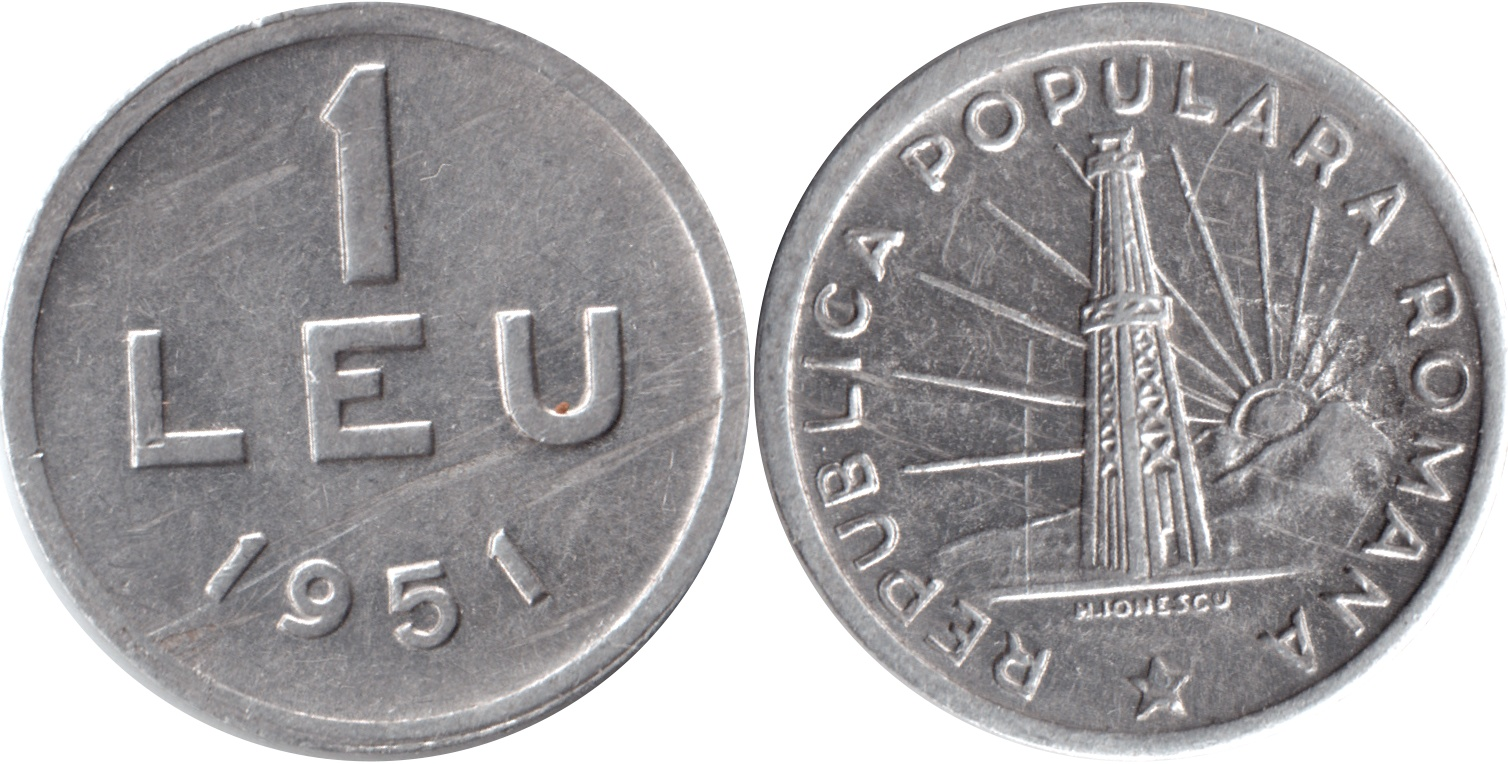
Monedă de 1 leu din 1951

#### 1 leu 1952-1952
O nouă monedă cu aceleași dimensiuni și design, dar din aluminiu, a fost introdusă în 1951. Aceasta cântărea 0.61 g și a fost emisă în 1951 și 1952. 
Cele două emisiuni, 1949-1951 și 1951-1952 au avut curs legal până la Reforma bănească de la 26 ianuarie 1952. Emisiunea din 1952 a circulat un timp scurt, fiind introdusă și scoasă din circulație în mai puțin de o lună fiind, astfel, una dintre cele mai rare monede emise în timpul regimului comunist.

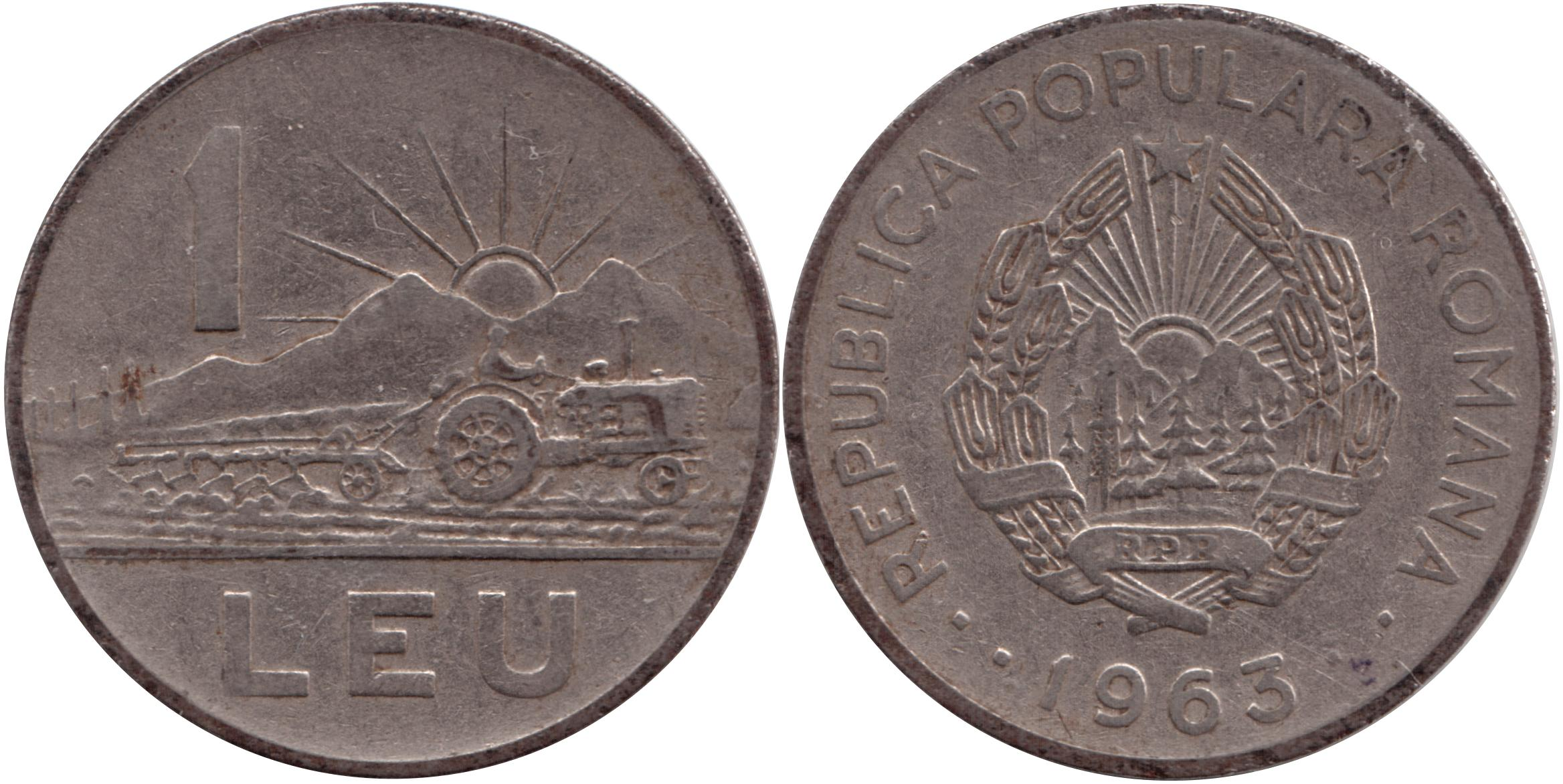
Monedă de 1 leu din 1963

#### 1 leu 1963
O nouă monedă de un leu, cu un diametru de 24 mm și o greutate de 5,06 g a fost introdusă în 1963. Aceasta avea muchia netedă și a fost realizată din 95% oțel placat cu 5% nichel. Moneda prezenta pe avers stema comunistă a României, numele țării, REPUBLICA POPULARA ROMANA și anul emiterii, 1963, iar pe revers era o scenă de agricolă, cu un tractor UTOS 45 care merge spre dreapta, arând un câmp cu un plug cu cinci brăzdare, pe fundalul unor munți din spatele cărora răsărea Soarele. În stânga, în depărtare, se pot observa cinci construcții care seamănă cu stâlpi de linie electrică sau sonde petroliere. Valoare nominală era împarțită, cifra 1 fiind plasată în stânga, sus, iar nominalul LEU în partea inferioară, sub scena agricolă. Gravorul monedei a fost Haralambie Ionescu. Au fost emise un total de 79.100.000 de monede între 1963 și 1965, toate purtând milenisimul 1963. Moneda a fost introdusă în circulație începând cu data de 11 martie 1963, împreună cu monedele de 5 bani și 3 lei.

### Republica Socialistă România

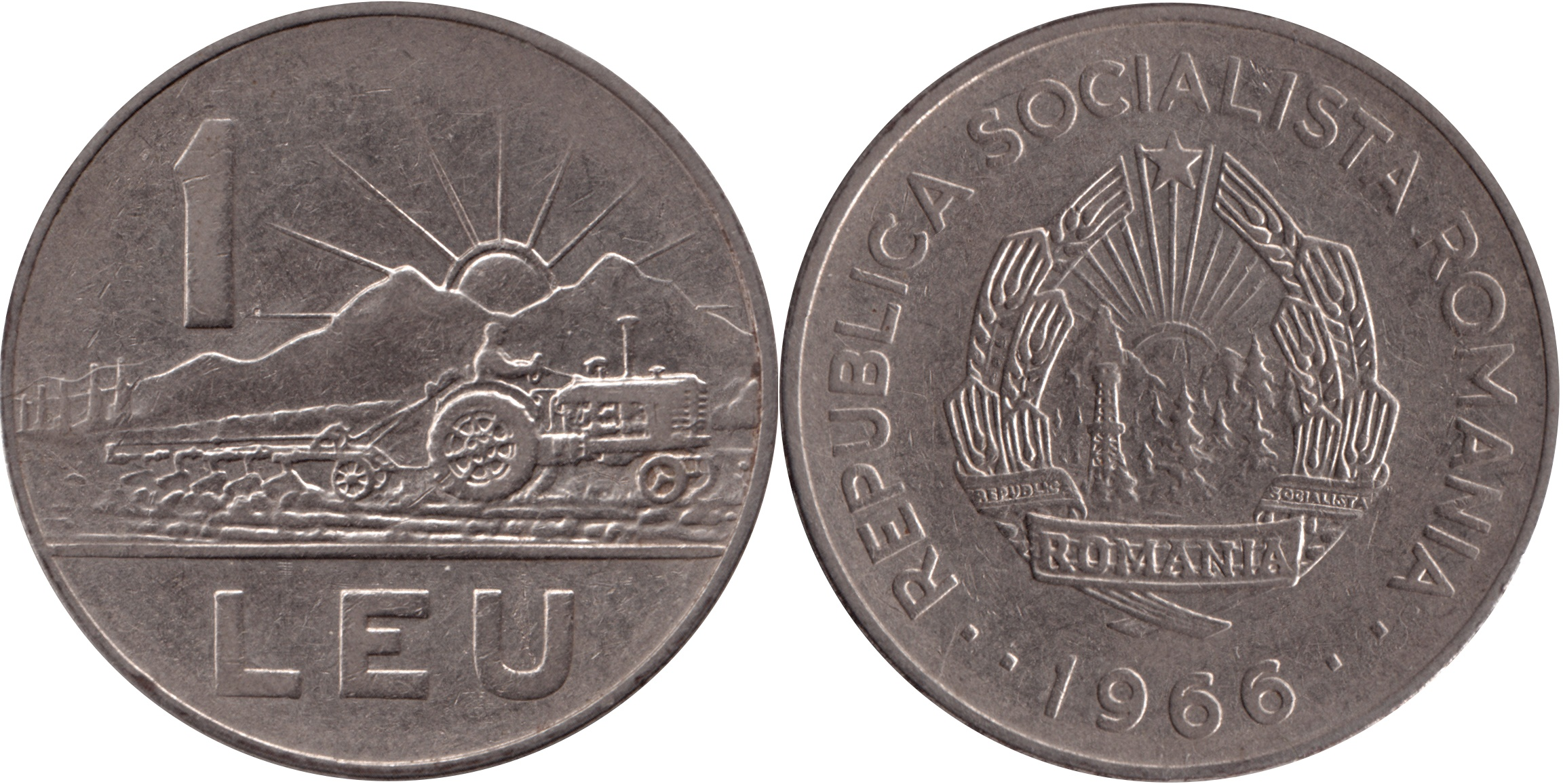
Monedă de 1 leu din 1966

#### 1 leu 1966
După proclamarea Republicii Socialiste România la 21 august 1965, autoritățile au inițiat actualizarea simbolurilor statului, inclusiv în domeniul monetar. Astfel, la 23 februarie 1967 a fost introdusă în circulație o nouă serie de monede, care includea piesele de 5, 15 și 25 bani, precum și pe cele de 1 și 3 lei, alături de o bancnotă de 5 lei. Monedele păstrau designul și specificațiile tehnice ale emisiunilor anterioare (1960–1963), diferențele constând în actualizarea stemei și a denumirii oficiale a statului, în conformitate cu prevederile noii Constituții din 1965. De asemenea, toate piesele au fost datate 1966, indiferent de anul efectiv al emisiunii. Moneda de 1 leu a fost emisă între 1966 și 1969, posibil și în anii următori. În total, au fost puse în circulație 75.437.000 de monede, toate purtând data 1966.
Tot în 1966 a fost emisă și o bancnotă de 1 leu, aceasta circulând în paralel cu moneda.
Monedele de un leu emise în 1963 și 1966 au avut curs legal până la 31 decembrie 1996.

### După Revoluția română din 1989

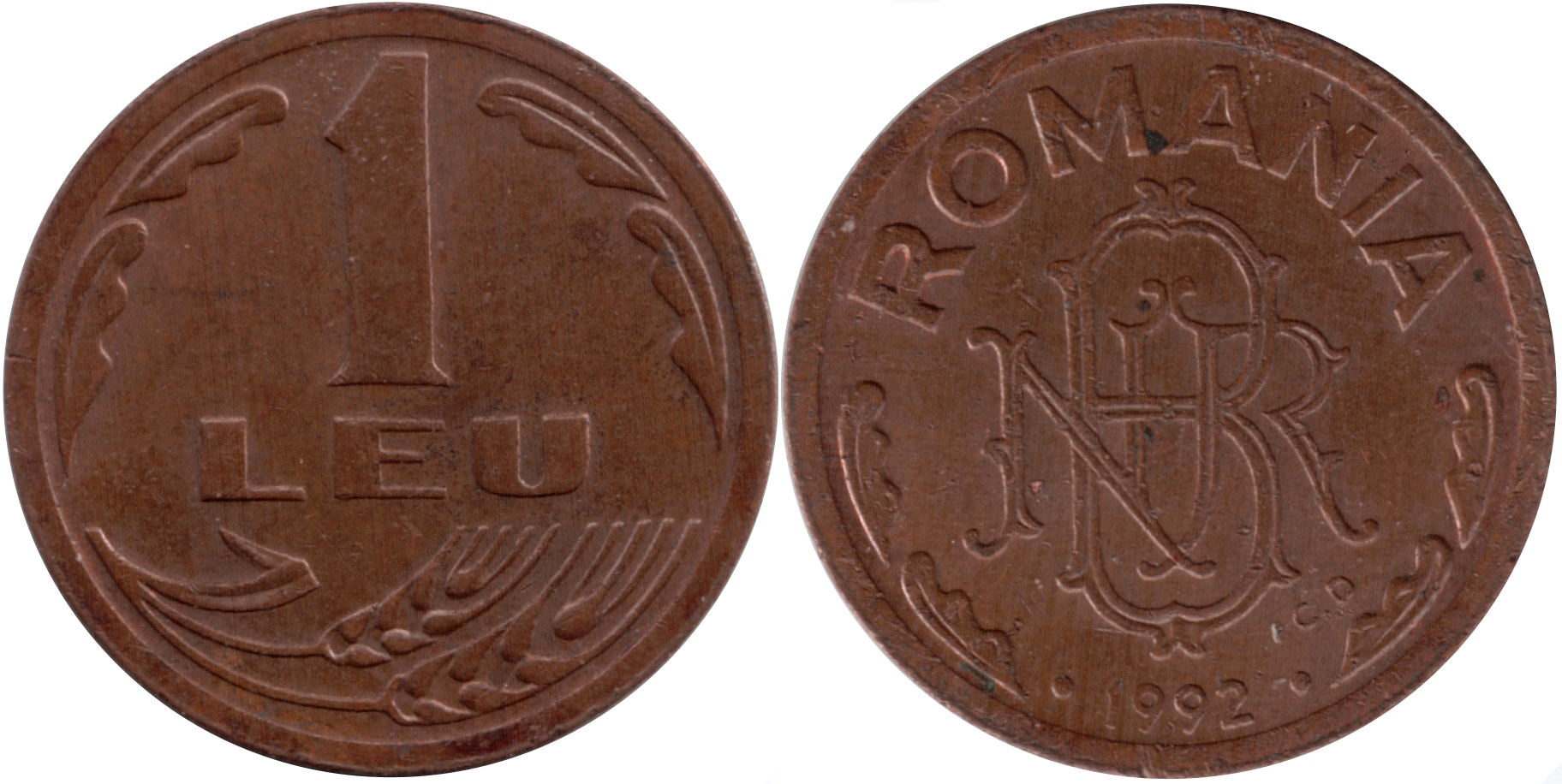
Monedă de 1 leu din 1992

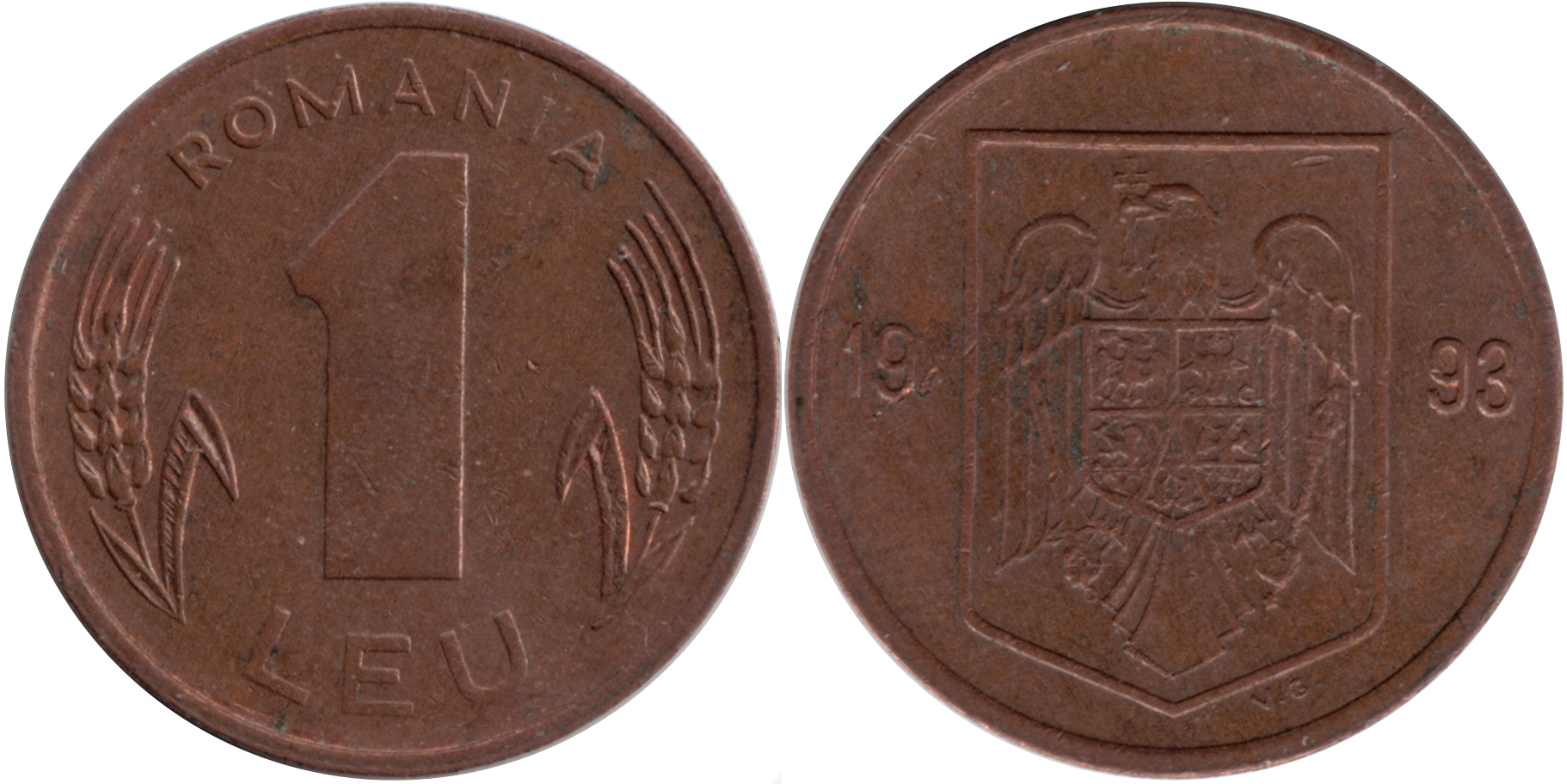
Moneda de 1 leu din 1993

#### 1 leu 1992
Prima monedă de 1 leu emisă după Revoluția Română din 1989 a fost pusă în circulație la 25 noiembrie 1992, și a avut un tiraj total de 60 de milioane de bucăți. Aceasta avea un diametru de 16 mm, o greutate de 2,5 g și era compusă din oțel placat cu cupru. Aversul avea în centru monograma Băncii Naționale a României, înconjurată de frunze de stejar în stânga și în dreapta, numele țării, ROMANIA, în partea superioară și anul emiterii în partea inferioară. Inițialele gravorului, C.D., de la Constantin Dumitrescu, erau poziționate jos, în dreapta monogramei. Reversul avea valoarea nominală, 1 LEU, înconjurată de frunze de stejar și snopi de grâu.

#### 1 leu 1993-1996
La 28 mai 1993, în paralel cu emisiunea din 1992, a fost introdusă o nouă monedă de 1 leu cu aceleași dimensiuni și specificații ca emisiunea din 1992. Aversul prezenta stema României, cu data emiterii împărțită de o parte și de alta a stemei. Inițialele gravorului, V.G., de la Vasile Gabor, erau plasate jos, în dreapta stemei. Reversul prezenta valoarea nominală, 1 LEU, cu spice de grâu în latralele acesteia și numele țării, ROMANIA, în partea superioară.
A fost emisă între 1993 și 1996 și a avut un tiraj de 61.000.000 de bucăți în 1993, 10.000.000 bucăți în 1994, 2.000.000 bucăți în 1995 și 272.000 bucăți în 1996. A mai fost emisă între 2000 și 2005 în seturi de monetărie, la calitate proof, cu un tiraj de 4.500 de bucăți în 2000, 1.500 în 2002, 2000 în 2003, 2000 în 2004 și 2000 în 2005.
După Denominarea din 2005, când 10.000 de lei vechi au devenit 1 leu nou, nu au mai fost emise monede de circulația generală pentru aceasta valoare nominală, fiind utilizată o bancnotă pentru aceasta.